# 沈家大屋
沈家大屋（又称“法源寺”）为保存完整的清代建筑群，位于中华人民共和国湖南省浏阳市北部龙伏镇新开村，地处捞刀河东岸。该建筑属于典型的晚清民居:56，始建于清同治四年（1865年），整个建筑坐东朝西；为砖木石混合结构，小青瓦屋面。建筑占地面积13,500多平方米，建筑面积8,265平方米（包括已倒塌面积576平方米，计23间）。2004年1月9日，浏阳市文体局为不可移动文物；2005年8月30日，列为长沙市文物保护单位。